# Гавриленко Леонтій Ілліч
Лео́нтій Іллі́ч Гавриле́нко (25 липня 1923 — 8 листопада 1957) — радянський військовий льотчик, у роки Другої світової війни — командир ланки 167-го гвардійського штурмового авіаційного полку 10-ї гвардійської штурмової авіаційної дивізії 17-ї повітряної армії, гвардії лейтенант. Герой Радянського Союзу (1945).

## Життєпис
Народився в місті Єнакієве, нині Донецької області, в родині робітника. Українець. Після закінчення 4 класів школи переїхав у Армавір, де близько двох років працював носієм на залізничній станції. Повернувшись до Єнакієвого, закінчив неповну середню школу. З 1936 по 1939 роки працював на Єнакієвському спиртзаводі, паралельно закінчивши 9 класів школи у 1937 році. З 1938 по 1939 роки навчався в Єнакієвському аероклубі.
У лютому 1939 року призваний до лав РСЧА і направлений на навчання до Ворошиловградської військової аіаційної школи пілотів імені Пролетаріату Донбасу, яку закінчив у червні 1940 року.
З липня 1940 року — льотчик 21-го швидкісного бомбардувального авіаційного полку; з жовтня 1940 року — льотчик 9-го запасного авіаційного полку; з грудня 1940 року — льотчик 117-ї окремої розвідувальної авіаційної ескадрильї; з вересня 1942 року — льотчик 5-го запасного авіаційного полку. Літав на літаках По-2, Р-5, СБ, ББ-22, Іл-2.
На фронтах німецько-радянської війни з 15 серпня 1942 року: льотчик 766-го штурмового авіаційного полку; з квітня 1943 року — старший льотчик 241-го штурмового авіаційного полку; з жовтня 1943 року — старший льотчик 617-го штурмового авіаційного полку; з лютого 1944 року — старший льотчик, з грудня 1944 року — командир ланки 167-го гвардійського штурмового авіаційного полку. Воював на Воронезькому, 1-му, 2-му та 3-му Українських фронтах
До лютого 1945 року здійснив 157 бойових вильотів на штурмовикові Іл-2, мав загальний наліт на літаках різних типів — 496 годин, у тому числі бойовий наліт на Іл-2 — 151 година.
У березні 1946 року гвардії старший лейтенант Л. І. Гавриленко демобілізувався. Повернувся до Єнакієвого, де й помер після тривалої важкої хвороби. Похований на кладовищі «Червоне містечко».

## Нагороди
Указом Президії Верховної Ради СРСР від 29 червня 1945 року «за зразкове виконання бойових завдань командування на фронті боротьби з німецькими загарбниками та виявлені при цьому відвагу і героїзм» гвардії лейтенантові Гавриленку Леонтію Іллічу присвоєне звання Героя Радянського Союзу з врученням ордена Леніна і медалі «Золота Зірка» (№ 7599).
Також нагороджений трьома орденами Червоного Прапора (28.09.1943, 28.03.1944, 08.08.1944), медалями, югославським орденом «Партизанська Зірка».

## Вшанування пам'яті
У місті Єнакієве на алеї Героїв встановлено пам'ятну стелу, ім'ям Л. І. Гавриленка названо одну з вулиць міста. На могилі встановлене погруддя.